# Isla de Cabrera

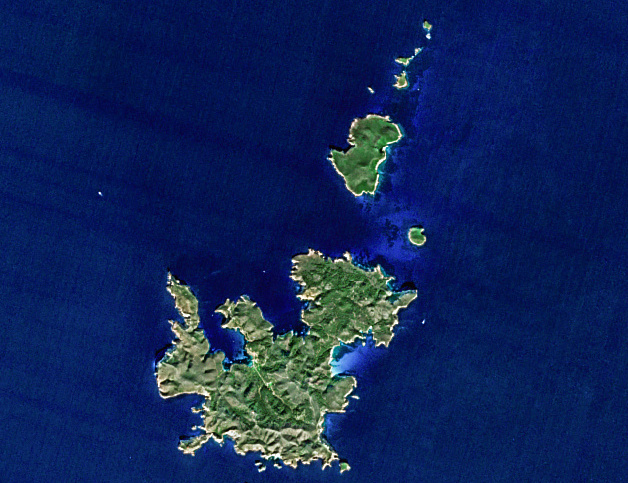
Imagen satelital del archipiélago de Cabrera

La isla de Cabrera es una isla española, la mayor del archipiélago homónimo, situada al sur de la isla de Mallorca. Pertenece al término municipal de Palma. La presencia militar desde 1916 ha permitido la conservación de este privilegiado ecosistema hasta nuestros días, perteneciendo desde el 29 de abril de 1991 al Parque nacional marítimo-terrestre del Archipiélago de Cabrera, mediante la Ley 14/1991. Hoy en día la isla sigue siendo propiedad del Ministerio de Defensa, mientras que su conservación está delegada en el Gobierno de las Islas Baleares.

## Historia
La isla de Cabrera y los islotes mayores fueron visitados por las principales civilizaciones mediterráneas: fenicios, cartagineses, bizantinos y romanos y árabes. Su nombre debe su origen a las cabras montesas que habitaban la isla, hoy desaparecidas.
Cuenta la leyenda que el general cartaginés Aníbal Barca nació en uno de los islotes que la circundan: Conejera.
También se contaba que en la Edad Media había en Cabrera un monasterio, clausurado porque sus monjes "... han sometido sus vidas a diversos crímenes, que manifiestan que, más que servir a Dios, luchan y lo decimos llorando, a favor del antiguo enemigo" (San Gregorio Magno, Epístola XIII, 47), si bien no había restos arqueológicos. Los posibles restos del cenobio fueron hallados en 2004.
Durante los siglos XIII y XIV la isla de Cabrera y su puerto natural eran utilizados por piratas berberiscos como base desde donde atacar las costas mallorquinas. Por este motivo, ya en el siglo XIV, se construyó un castillo en la entrada del puerto. Este castillo evitaba que se usase el puerto como base pirata y permitía una mayor vigilancia de las aguas cercanas a Mallorca.

### El cautiverio de Cabrera

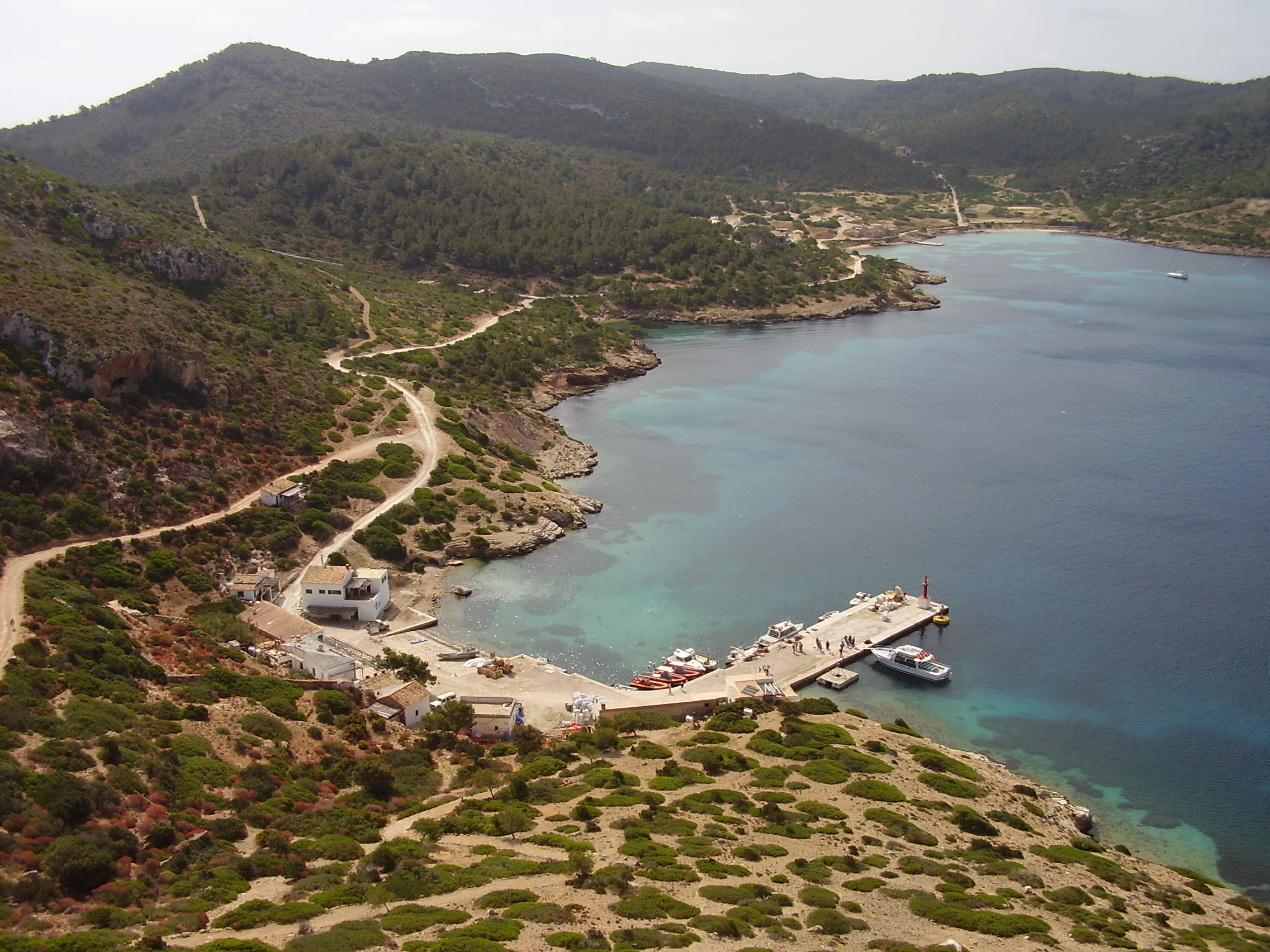
Puerto de Cabrera

En 1808 estalla la guerra de la Independencia Española. Tras la victoria española en la batalla de Bailén, los soldados franceses hechos prisioneros (unos 18 000 hombres) tuvieron diversa suerte. Los oficiales y militares de más alta graduación fueron llevados a Francia —como Dupont o Ligier-Belier—, donde automáticamente fueron cesados y víctimas del enfado de Napoleón, que consideraba la rendición como una cobardía. Un grupo de unos 4000 prisioneros fueron llevados a las islas Canarias, donde terminaron rehaciendo su vida e integrándose. Corrieron sin saberlo mucha mejor suerte que el resto de sus compatriotas: la gran mayoría (unos 9000 hombres) fueron llevados a la isla de Cabrera.
Según las Capitulaciones de Andújar (22 de julio de 1808), los prisioneros franceses iban a ser llevados a Francia desde Cádiz en barcos británicos. Esto no se cumplirá, entre otros porque el gobernador militar de Cádiz decide enviarlos a Cabrera. Mientras tanto, los prisioneros permanecieron hacinados en pontones en Sanlúcar de Barrameda.
Su viaje comenzó el 9 de abril de 1809, partiendo de la Bahía de Cádiz, y con la esperanza de volver a su patria. El viaje resultó penoso por el hacinamiento prolongado y las tempestades; la disentería se extendió a bordo. Finalmente, el posible intercambio con presos españoles en Francia no se cumplió, y los prisioneros fueron «liberados» en la Isla de Cabrera.

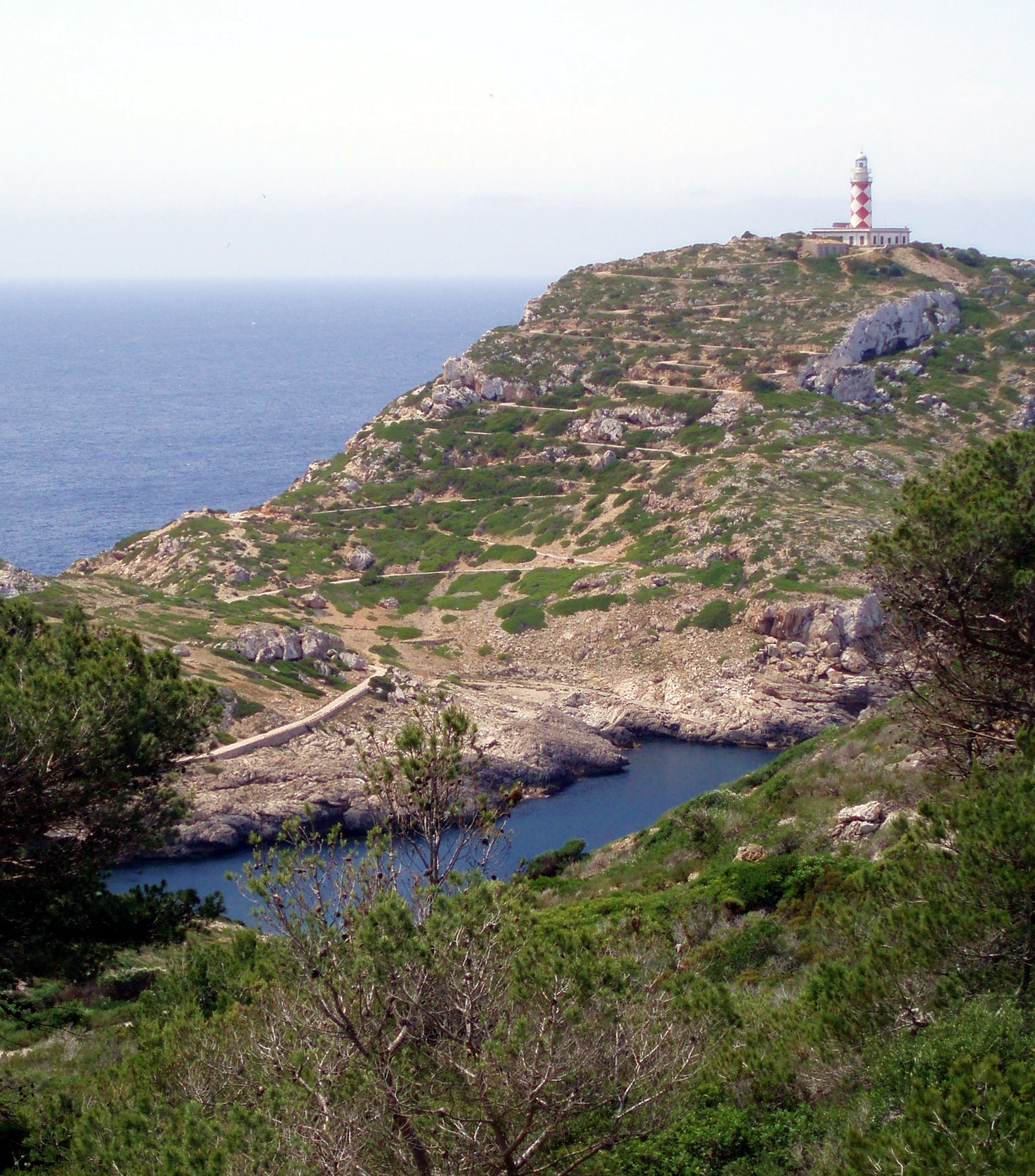
Faro de N'Enciola

Este cautiverio fue el primer campo de concentración de la historia. No existía en la isla ningún edificio utilizado como cárcel, sino más bien, la prisión era la propia isla. El suministro de víveres llegaba desde Mallorca cada cuatro días, repartiendo la mínima comida para sobrevivir hasta el siguiente abastecimiento. El problema se dio cuando, debido a las tempestades en el canal que une la isla Mallorquina y la de Cabrera, el envío se retrasó, haciendo un total de ocho los días sin enviar nada a la isla, dando lugar a un fallido intento de hacerse con el barco por parte de los franceses, que enfadó muchísimo a los suministradores, por lo que no quisieron volver [cita requerida]. Mientras se encontraba un grupo de personas y otro barco que aceptara el trabajo de reponer la comida en Cabrera, pasaron hasta tres meses. En este tiempo se dieron situaciones de auténtica penuria, muchas muertes por inanición. La gente no tenía alimentos, no existía ninguna fauna de donde poder alimentarse y en muchas ocasiones para darles algo de sabor a los caldos que hacían metían sus propias ropas, también ingerían plantas que en muchas ocasiones resultaban venenosas, acarreando distintas enfermedades.
Hay indicaciones de que se practicaron el canibalismo y la coprofagia entre ellos por parte de un grupo que se separó de la mayoría viviendo en las cuevas (llamados tártaros), aunque la gran mayoría niega esta opinión y justifica que aunque se pudiera llegar a pensar en estas extremas situaciones de debilidad y sufrimiento se rechazaba ese hecho por el asco que producía la idea de poder comerse a uno de los suyos. [cita requerida] Lo que sí parece cierto es que ingerían sus propias heces cuando las hacían o cuando llegaba un oficial a la isla con náuseas del viaje, cuando este vomitaba muchos presos ya en situaciones moribundas ingerían dichos vómitos.[cita requerida]
El cautiverio terminó en 1814 al firmarse la paz. Sólo sobrevivieron unas 3600 personas de los 9000 que llegaron, además de otros presos enviados de las guerras napoleónicas que también perecieron.
En recuerdo a los que murieron en esas circunstancias de sufrimiento, enterrados en el cementerio francés, en 1847 se levantó un monolito en la isla a iniciativa del príncipe de Joinville.

### Final desigloXIXysigloXX
Tras pertenecer a la familia Fontirroig durante casi dos siglos y a la familia Umbert, la isla pasa a ser propiedad de la familia Feliu a finales del siglo XIX, época en la que se intentó el cultivo de vid y para ello construyeron una bodega, que se utiliza actualmente como museo. En 1891 se acogió a la Ley de Colonias Agrícolas de 3 de junio de 1868 con la denominación de Villa Cristina.[cita requerida]
En 1916 el archipiélago fue expropiado a Sebastià Feliu i Fons por intereses de la defensa nacional por un justiprecio de 362 148 pesetas, al haberse detectado información a través del Almirantazgo británico, al frente del cual estaba Winston Churchill, que submarinos alemanes con bandera austro-húngara destacados en el Mediterráneo occidental (p. ej. el SM U-5 del capitán Georg Ludwig von Trapp) reparaban averías o repostaban combustible en el área de Cabrera, servicios presuntamente suministrados por el financiero Juan March, que poseía de una extensa finca en el litoral (Sa Vall) en Mallorca justo frente a Cabrera, lo cual facilitaba determinadas operaciones de este tipo desde la costa colindante de Mallorca y los islotes adyacentes o desde gabarras a flote situadas en las inmediaciones.
La familia expropietaria, mantuvo un largo y costoso pleito contra el Estado, en el que invirtió parte de su fortuna. Años después, el Tribunal Supremo se pronunció a favor del Estado. La familia Feliu tuvo que utilizar parte del dinero de la expropiación para sufragar los gastos.
A partir de 1916, la autoridad militar de Mallorca destinó un destacamento permanente, relevado periódicamente, en Cabrera.
El estado venía alquilando por concurso las tierras que permitían su explotación agrícola, por lo que convivían en la isla el arrendatario y su familia, los jornaleros, los carabineros y el personal de los faros, además de los efectivos militares aportados mayormente por el Regimiento de Infantería n.º 47 de Palma o el Batallón de Inca.
El buque Ciudad de Alcudia, popularmente denominado El Cabrereta cubría desde Palma, dos veces por semana (martes y viernes con ida y vuelta el mismo día), los servicios oficiales de pasaje, suministros y correo a Cabrera. Este servicio regular se inició en julio del año 1910 a cargo de la naviera Isleña Marítima. En enero de 1931 el buque pasó a la Compañía Trasmediterránea. Cuando estalló la guerra civil en julio de 1936, el Ciudad de Alcudia se encontraba amarrado en su habitual fondeadero en el puerto de Palma de Mallorca y hubo de suspender sus normales servicios por haber quedado incorporado a la flota rebelde. Para convertirlo en patrullero fue pintado de color gris, se instalaron dos cañones de 45 mm y se puso al mando de oficiales de la Reserva Naval. En el transcurso de la contienda solamente volvió a Cabrera en una ocasión, el 19 de octubre de 1936, a recoger el material abandonado por las tropas republicanas durante la fugaz ocupación de la isla que, al mando del capitán Alberto Bayo, habían desembarcado en Mallorca y, al ser rechazadas, se habían detenido un corto espacio de tiempo en aquella isla, antes de regresar a Barcelona.

### Guerra Civil 1936
En 1936, durante la guerra civil española, un hidroavión republicano Dornier Wal matrícula D-1 tuvo que amerizar por avería cerca de la isla. La tripulación fue capturada por la fuerza militar cuyos mandos dependían de la autoridad sublevada de Mallorca, pero al día siguiente dos submarinos republicanos (el B2 y el B3) fueron enviados por orden personal de Pedro Marqués Barber —un antiguo suboficial— autoproclamado comandante militar de Menorca, isla fiel a la República, que acudieron inmediatamente. Volada a cañonazos la estación del telégrafo en cala Ganduf, la exigua guarnición militar, el personal de faros (torreros) y los Carabineros, se rindieron y junto a varios civiles se les deportó a Barcelona y Menorca. El comandante militar de Cabrera, alférez Facundo Flores Horrach, fue fusilado el 23 de agosto en los acantilados de s'Esperó (La Mola) y asesinados la noche del 2 de agosto el militar retirado Mariano Ferrer Bravo y tres civiles de la familia Suñer (Damián Suñer Mascaró, arrendatario de Cabrera y sus hijos Gaspar y Juan Suñer Mas), en el paraje del puerto de Mahón (detrás de la base naval) denominado s'Hort d'en Morillo o Pouet, estos últimos por iniciativa personal del suboficial mallorquín Jaime Palou Massanet. Varios militares de la guarnición de Cabrera tomaron parte en el desembarco de Mallorca y allí algunos de ellos (los sargentos Sebastián Truyols Casasnovas, Lorenzo Capellá Munar y el educando de banda Antonio Moragues Rosselló, destinados antes del conflicto a Cabrera desde el Batallón de Inca (dependiente entonces del Regimiento de Palma n.º 24) se pasaron en un rocambolesco episodio al bando nacional en las proximidades de la vía del tren de Son Servera, reanudando después su carrera militar, previa depuración de responsabilidades. El 19 de julio de 1936 la guarnición militar se componía de un alférez, dos sargentos, cuatro cabos y 18 soldados.
Tras fracasar el desembarco de la columna del capitán Alberto Bayo en Mallorca (15 de agosto al 4 de septiembre), los republicanos abandonaron Cabrera. El plan previo de Bayo era un ataque simulado de la columna de la CNT llegada de Barcelona y estacionada en Cabrera, al islote de Dragonera, justo al suroeste de Mallorca (Andrach). Pero reunido en Cabrera el comité anarquista de la CNT rehusó por doctrina dicho plan táctico y así se lo hizo saber a Bayo, quien se había desplazado expresamente a Cabrera en hidro. Posteriormente esta columna desembarcó precipitándose en Mallorca, concretamente en cala Anguila. Se produjo una sangrienta batalla en la que fueron aniquilados nada más llegar a Porto Cristo. El resto fue acribillado cerca de sa Cabana, en las proximidades de la localidad mallorquina de Manacor.
Una semana después del fracaso de Bayo y a bordo de una embarcación improvisada, varias de las mujeres que habían quedado en Cabrera lograron alcanzar la costa de Mallorca (Campos) y de esta manera el bando sublevado de Mallorca pudo evacuar, por decisión del Jefe de Falange de Santañí, Nigorra, que ordenó zarpar a dos expertos patrones locales, al resto de población de Cabrera, mujeres y niños, sabiendo que no se encontrarían con oposición militar alguna. Por tanto no se puede hablar bajo ningún concepto de liberación de Cabrera. Todo quedó en un contexto de fugas, huidas y cambios de bando, salvo para algunos de los deportados forzosos a la Menorca republicana y su trágico final.

## Final delsigloXX
A mediados de los años 1960 se estableció una comandancia militar dado que la isla era utilizada periódicamente como campo de instrucción y tiro.
Entre 1972 y 1986 unidades de la guarnición balear realizaron anualmente maniobras y ejercicios tácticos con fuego real. Las maniobras militares fueron limitándose, suprimiéndose el fuego real, a partir de la declaración de la isla como parque nacional marítimo-terrestre tras una intensa campaña ecologista.

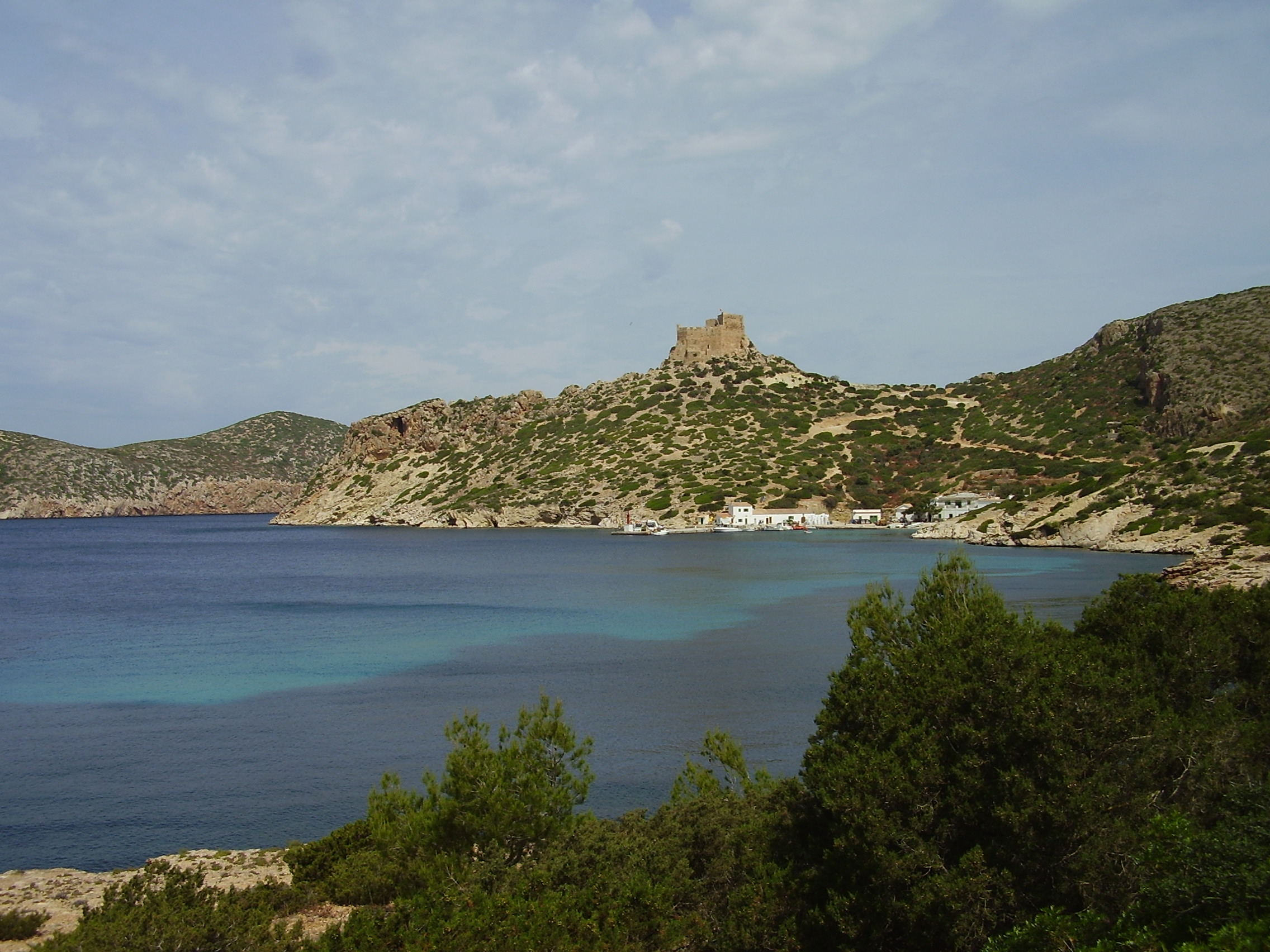
Castillo de Cabrera

La isla se utilizaría hasta su conversión en parque nacional como área de práctica de tiro y maniobras. Esta presencia militar protegió el entorno natural al evitar que el archipiélago fuese objeto de especulación inmobiliaria, aunque los ejercicios de tiro, incluso con fuego real, afectaran al equilibrio natural, su biodiversidad e incluso fueran bombardeadas áreas de cría de especies de aves.
A principios de 1988, impulsado por un gran movimiento y campaña ecologista-popular, tutelado por Greenpeace, el Parlamento de las Islas Baleares tomó la decisión de iniciar el proceso de declaración de Cabrera como parque nacional marítimo-terrestre, que culminó el 29 de abril de 1991 con su declaración legal de protección, ley 14/1991.
La presencia militar permanente finalizó en 1999. Sin embargo se mantiene la propiedad y presencia militar ocasional.
En 2009, el Ministerio de Defensa transfirió al Gobierno de las Islas Baleares la gestión del parque nacional, si bien retuvo la propiedad de la isla.
En 2013 se aprobó el Plan de Usos Militares que todavía permite maniobras militares terrestres. Se mantiene el que un militar sea director adjunto del parque nacional.

## Geografía, clima, fauna y flora
Véase en Parque nacional marítimo-terrestre del Archipiélago de Cabrera.